# Ober-Modau
Ober-Modau (im lokalen Dialekt: Owwern-Murre), die ehemals eigenständige Gemeinde war ein Ortsteil von Modau, welcher jetzt ein Stadtteil von Ober-Ramstadt im südhessischen Landkreis Darmstadt-Dieburg ist.

## Geschichte

### Ortsgeschichte
Erstmals urkundlich erwähnt wurde der Ort um 1360. Spätere Namensformen waren Kleinmodau (1386), Obirn Modau (1451), Obern Modauwe (1454), Obern Muda (1516) und Obern Modau (1674). Dabei ist belegt, dass der Ort zu den Verwaltungsbezirken Amt Lichtenberg (ab 1783), Landratsbezirk Reinheim (ab 1821), Kreis Dieburg (ab 1832), Regierungsbezirk Dieburg (ab 1848), Kreis Dieburg (ab 1852) und Kreis Darmstadt (1938) gehörte.
Lehnsträger in Ober-Modau waren im Spätmittelalter die Familien Jude vom Stein, (Steyne) (1360) eine aus Mainz stammende und später in Bensheim sesshafte Familie, Kalb von Reinheim (1382), die Familie war später Mitglied im Ritterkanton Odenwald und Werberg von Lindenfels (1403), eine im 15. Jahrhundert zeitweise sehr einflussreiche Familie am Heidelberger Hof.
1382 haben in „Werner Kalbs Krieg“ Reisige (bewaffnete Dienstleute) der Städte Frankfurt, Mainz und Worms erhebliche Schäden in Nieder-Modau, Ober-Modau, Rohrbach, Wembach und auf dem Hofgut Illbach (Eulbach) angerichtet. Im Jahr 1449 übertrug Graf Philipp I. von Katzenelnbogen, genannt der Ältere (* 1402; † 1479), Ober-Modau seinem Sohn Philipp dem Jüngeren (* 1427; † 27. Februar 1453 – er wurde in Brügge erstochen), damit er seinen eigenen Hausstand gründen konnte.
Um 1490 war Ober-Modau neben weiteren benachbarten Orten nach altem Herkommen verpflichtet, im Frondienst Brennholz auf das Schloss Lichtenberg zu bringen. 1549 wird die Gerichtsstätte unter der Linde erwähnt. Am Ende des Dreißigjährigen Krieges war der Ort unbewohnt. Anfang des Jahres 1785 wurde in Ober-Modau eine eigene Schule eröffnet, sie bestand etwa 10 Jahre und wurde danach durch eine Winterschule abgelöst. 1834 erhielt Ober-Modau wieder eine ständige Schule, die die Winterschule ablöste.
Die Statistisch-topographisch-historische Beschreibung des Großherzogthums Hessen berichtet 1829 über Ober-Modau:

„Obermodau (L. Bez. Reinheim) luth. Filialdorf; liegt an dem Modaubach 2 St. von Reinheim, hat 31 Häuser und 234 Einw., die bis auf 1 Kath., lutherisch sind, und unter diesen 9 Bauern und 18 welche bürgerliche Gewerbetreiben. – Die von Wallbrunn und die Kalben von Reinheim, welche letztere auch hier begütert waren, hatten hier ein Landsiedelgericht in ungetheilter Gemeinschaft, das nachher an Erstere allein gekommen ist. Hier wüthete 1626 die Pest.“

Um 1865 gehörte Neutsch zu Ober-Modau. Die Schneider’sche Zündholzfabrik wurde am 1. Nov. 1896 von Gustav Kunzmann aus Frankfurt zum Preis von 97000 Mark erworben. Er führt die Firma unter dem Namen Schneider und Sohn Nachfolger weiter. 1899 ist geplant dort eine elektrotechnische Maschinenwerkstätte, verbunden mit Eisengießerei und Herstellung von landwirtschaftlichen Geräten zu errichten.
Hessische Gebietsreform (1970–1977)
Zum 1. Juli 1971 fusionierten im Zuge der Gebietsreform in Hessen die bis dahin selbständigen Gemeinden Ober-Modau und Nieder-Modau freiwillig zur neuen Gemeinde Modau, die am 1. Januar 1977 kraft Landesgesetz nach Ober-Ramstadt eingegliedert wurde. Ein Ortsbezirk nach der Hessischen Gemeindeordnung wurden nicht errichtet, allerdings bildet der Ort noch eine eigene Gemarkung.

### Herrschafts- und Verwaltungsgeschichte
Die Verwaltung des Ortes erfolgt schon zur Zeit der Grafen von Katzenelnbogen und nach dessen Aussterben im 15. Jahrhundert, in der Landgrafschaft Hessen-Darmstadt durch das Amt Lichtenberg. Ober-Modau lag im Gerichtsbezirk der Zent Oberramstadt. Die Zent war in sogenannte „Reiswagen“ eingeteilt, denen jeweils ein Oberschultheiß vorstand, die dem Zentgrafen unterstellt waren. Dieser Bezirk hatte einen Frachtwagen (Reiswagen) einschließlich Zugtieren und Fuhrknechten für Feldzüge bereitzustellen. Ober-Modau gehörte zum „Ober-Ramstädter Reiswagen“, dem auch noch die Orte Ober-Ramstadt mit seinen Mühlen sowie den deutschen Einwohnern in Hahn und Wembach, Asbach, Dilshofen, Nieder-Modau und Frankenhausen angehörten. Die gesamte Zent Oberramstadt war dem Amt Lichtenberg zugeteilt. Diese Einteilung bestand noch bis zum Beginn des 19. Jahrhunderts.
Verwaltungsgeschichte im Überblick
Die folgende Liste zeigt die Staaten und Verwaltungseinheiten, denen Ober-Modau angehört(e):
- vor 1479: Heiliges Römisches Reich, Grafschaft Katzenelnbogen, Obergrafschaft Katzenelnbogen, Amt Lichtenberg
- ab 1479: Heiliges Römisches Reich, Landgrafschaft Hessen, Obergrafschaft Katzenelnbogen, Amt Lichtenberg
- ab 1500: Heiliges Römisches Reich, Oberrheinischer Reichskreis (bis 1806), Landgrafschaft Hessen, Obergrafschaft Katzenelnbogen, Amt Lichtenberg
- ab 1567: Heiliges Römisches Reich, Landgrafschaft Hessen-Darmstadt, Obergrafschaft Katzenelnbogen, (1783: Zent Oberramstadt, Oberramstädter Reiswagen)
- ab 1803: Heiliges Römisches Reich, Landgrafschaft Hessen-Darmstadt, Fürstentum Starkenburg, Amt Lichtenberg
- ab 1806: Großherzogtum Hessen,[Anm. 2] Fürstentum Starkenburg, Amt Lichtenberg[21]
- ab 1815: Großherzogtum Hessen, Provinz Starkenburg, Amt Lichtenberg
- ab 1821: Großherzogtum Hessen, Provinz Starkenburg, Landratsbezirk Reinheim[Anm. 3]
- ab 1832: Großherzogtum Hessen, Provinz Starkenburg, Kreis Dieburg
- ab 1848: Großherzogtum Hessen, Regierungsbezirk Dieburg
- ab 1852: Großherzogtum Hessen, Provinz Starkenburg, Kreis Dieburg
- ab 1871: Deutsches Reich,[Anm. 4] Großherzogtum Hessen, Provinz Starkenburg, Kreis Dieburg
- ab 1918: Deutsches Reich, Volksstaat Hessen,[Anm. 5] Provinz Starkenburg, Kreis Dieburg
- ab 1938: Deutsches Reich, Volksstaat Hessen, Landkreis Darmstadt[22][Anm. 6]
- ab 1945: Amerikanische Besatzungszone,[Anm. 7] Groß-Hessen, Regierungsbezirk Darmstadt, Landkreis Darmstadt
- ab 1946: Amerikanische Besatzungszone, Hessen, Regierungsbezirk Darmstadt, Landkreis Darmstadt
- ab 1949: Bundesrepublik Deutschland, Hessen, Regierungsbezirk Darmstadt, Landkreis Darmstadt
- ab 1971: Bundesrepublik Deutschland, Hessen, Regierungsbezirk Darmstadt, Landkreis Darmstadt, Gemeinde Modau[Anm. 8]
- ab 1977: Bundesrepublik Deutschland, Hessen, Regierungsbezirk Darmstadt, Landkreis Darmstadt-Dieburg, Stadt Ober-Ramstadt[Anm. 9]

### Gerichte
Ober-Modau gehörte zum Zentgericht Oberramstadt. In der Landgrafschaft Hessen-Darmstadt wurde mit Ausführungsverordnung vom 9. Dezember 1803 das Gerichtswesen neu organisiert. Für das Fürstentum Starkenburg wurde das „Hofgericht Darmstadt“ eingerichtet. Es war für normale bürgerliche Streitsachen Gericht der zweiten Instanz, für standesherrliche Familienrechtssachen und Kriminalfälle die erste Instanz. Übergeordnet war das Oberappellationsgericht Darmstadt. Die Rechtsprechung der ersten Instanz wurde durch die Ämter bzw. Standesherren vorgenommen. Damit war für Ober-Modau das Amt Lichtenberg zuständig. Die Zentgerichte hatten damit ihre Funktion verloren.
Mit Bildung der Landgerichte im Großherzogtum Hessen war ab 1821 das Landgericht Lichtenberg das Gericht erster Instanz, zweite Instanz war das Hofgericht Darmstadt. Es folgten:
- ab 1848: Landgericht Reinheim (Verlegung von Lichtenberg nach Reinheim), zweite Instanz: Hofgericht Darmstadt
- ab 1879: Amtsgericht Reinheim, zweite Instanz: Landgericht Darmstadt
- ab 1968: Amtsgericht Darmstadt mit der Auflösung des Amtsgerichts Reinheim, zweite Instanz: Landgericht Darmstadt

## Bevölkerung

### Einwohnerentwicklung
- 1549: 100 (geschätzt)[23]
- 1630: 050 (geschätzt)[24], ca. 13 Häuser[25]
- 1791: 136 Einwohner[18]
- 1800: 147 Einwohner[26]
- 1806: 175 Einwohner, 23 Häuser[21]
- 1829: 234 Einwohner, 31 Häuser[12]
- 1867: 335 Einwohner, 45 Häuser[27]

| Ober-Modau: Einwohnerzahlen von 1791 bis 1970 | Ober-Modau: Einwohnerzahlen von 1791 bis 1970 | Ober-Modau: Einwohnerzahlen von 1791 bis 1970 | Ober-Modau: Einwohnerzahlen von 1791 bis 1970 | Ober-Modau: Einwohnerzahlen von 1791 bis 1970 |
| --- | --------------------------------------------- | --------------------------------------------- | --------------------------------------------- | --------------------------------------------- |
| Jahr |                                               |                                               |                                               | Einwohner                                     |
| 1791 | 1791                                          |                                               | 136                                           | 136                                           |
| 1800 | 1800                                          |                                               | 147                                           | 147                                           |
| 1806 | 1806                                          |                                               | 175                                           | 175                                           |
| 1829 | 1829                                          |                                               | 234                                           | 234                                           |
| 1834 | 1834                                          |                                               | 261                                           | 261                                           |
| 1840 | 1840                                          |                                               | 284                                           | 284                                           |
| 1846 | 1846                                          |                                               | 322                                           | 322                                           |
| 1852 | 1852                                          |                                               | 331                                           | 331                                           |
| 1858 | 1858                                          |                                               | 340                                           | 340                                           |
| 1864 | 1864                                          |                                               | 343                                           | 343                                           |
| 1871 | 1871                                          |                                               | 349                                           | 349                                           |
| 1875 | 1875                                          |                                               | 379                                           | 379                                           |
| 1885 | 1885                                          |                                               | 425                                           | 425                                           |
| 1895 | 1895                                          |                                               | 369                                           | 369                                           |
| 1905 | 1905                                          |                                               | 388                                           | 388                                           |
| 1910 | 1910                                          |                                               | 395                                           | 395                                           |
| 1925 | 1925                                          |                                               | 361                                           | 361                                           |
| 1939 | 1939                                          |                                               | 356                                           | 356                                           |
| 1946 | 1946                                          |                                               | 620                                           | 620                                           |
| 1950 | 1950                                          |                                               | 575                                           | 575                                           |
| 1956 | 1956                                          |                                               | 512                                           | 512                                           |
| 1961 | 1961                                          |                                               | 530                                           | 530                                           |
| 1967 | 1967                                          |                                               | 525                                           | 525                                           |
| 1970 | 1970                                          |                                               | 550                                           | 550                                           |
| Datenquelle: Historisches Gemeindeverzeichnis für Hessen: Die Bevölkerung der Gemeinden 1834 bis 1967. Wiesbaden: Hessisches Statistisches Landesamt, 1968. Weitere Quellen: LAGIS |                                               |                                               |                                               |                                               |

### Historische Religionszugehörigkeit
| • 1829: | 233 lutheranische (= 99,57 %) und ein katholischer (= 0,43 %) Einwohner |
| • 1961: | 408 evangelische (= 76,98 %), 103 katholische (= 19,43 %) Einwohner     |

## Bürgermeister
- 1848 – 1856 Boßler, Johann Adam[28][29]
- 1857 – 1865 Hahn, Adam II.
- 1865 – 1874 Hahn, Johannes[30]
- 1874 – 1894 Keller, Philipp V.[31][32][33]
- 1894 – ???? Keller, Johannes[34]
- 1905 – ???? Keller, Philipp VII.[35]
- 1919 – 1933 Daum, Johann Peter

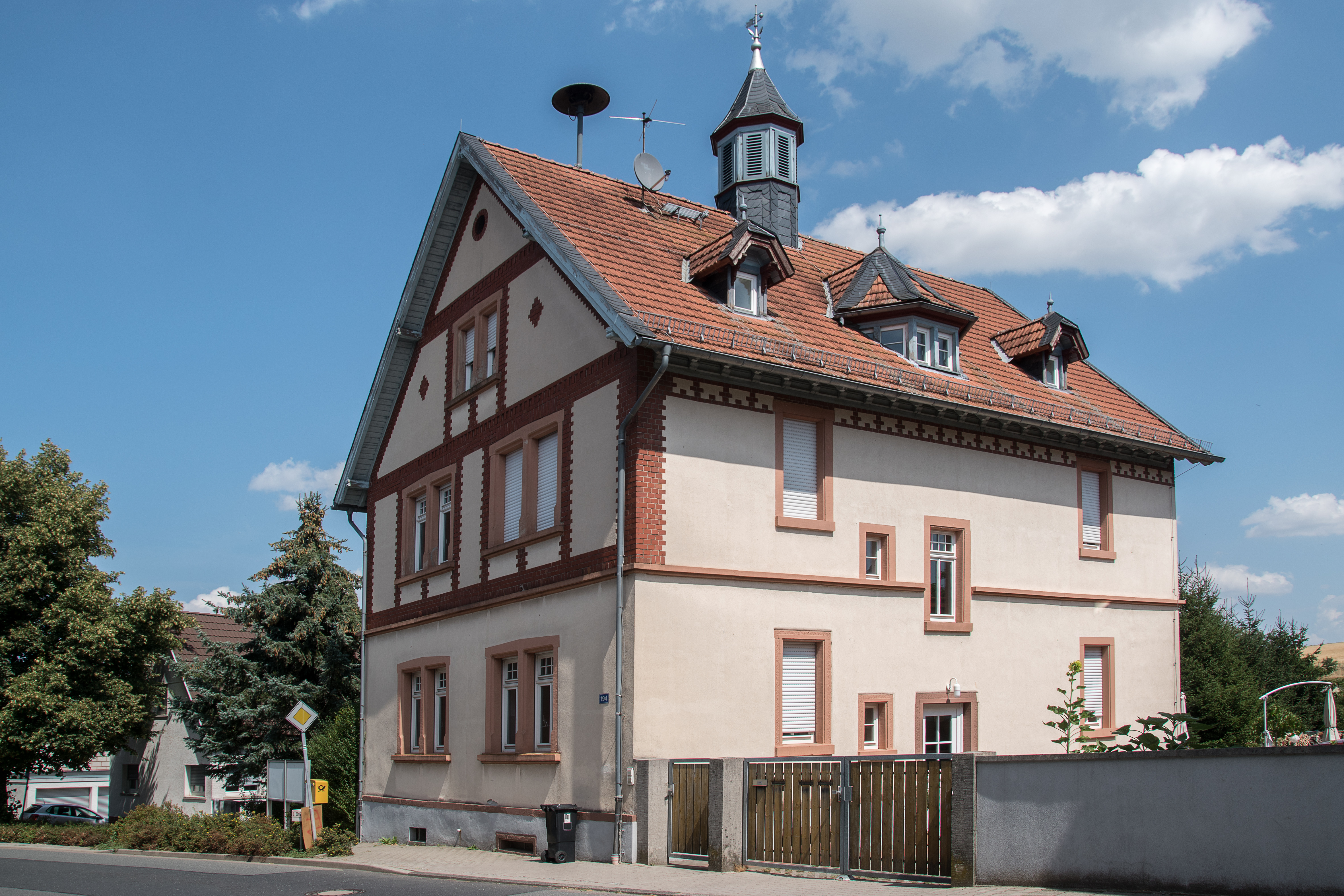
Ehemaliges Rathaus in der Odenwaldstraße

- ???? – 1945 Hahn, Georg Karl Wilhelm
- 1945 – 1948 Keller, Georg Philipp
- 1948 – 1965 Roßmann, Georg
- 1965 – 1968 Ritscher, August
- 1968 – 1971 Lorz, Hermann